# Steve Wall
Steve Wall (geboren am 28. Juni 1946 in North Carolina) ist ein amerikanischer Fotograf und Autor dokumentarischer Bücher und Zeitschriftenartikel.

## Leben
Wall arbeitete zunächst für eine Zeitschrift in Chattanooga, ehe er für die Bildagentur Black Star und die Nachrichtenagentur United Press International in mehr als vierzig Ländern als Fotograf tätig war. Im Jahr 1978 kam er als freier Mitarbeiter zur National Geographic Society. Für diese machte er unter anderem Naturaufnahmen für Beiträge des National Geographic Magazins. Seine Themenschwerpunkte waren oft sozialkritisch, wie beispielsweise ein Bericht über die Umsiedlung vietnamesischer Boatpeople an den Mississippi (Heft: Troubled Odyssey of Vietnamese Fishermen September 1981), über die Entweihung einer indianischen Begräbnisstätte, auf der Gebeine der Verstorbenen durch Grabräuber oder Umweltprobleme am Chattooga River in Georgia.
Seine Beiträge waren beispielsweise im National Geographic Magazine Band 163 Nr. 4 oder America’s wild and scenic rivers 1983 (deutsch erschienen als Ungebändigt – Amerikas wilde, schöne Flüsse), im Heft Exploring America’s scenic highways 1985 sowie im National Geographic Magazine Band 172, Nr. 3 aus dem Jahr 1987 zu sehen. Auf Ausstellungen in Galerien, Museen und Sammlungen wurden seine Werke gezeigt, so beispielsweise im International Center of Photography in New York oder der Art Gallery of the Moscow Union of Artists. Gemeinsam mit dem Autor Harvey Arden verfasste er mehrere Bücher insbesondere über das Leben und die Gedankenwelt der indigenen Völker Nordamerikas. In mehr als 15 Jahren reiste er durch die Staaten und besuchte die Ältesten einiger Völker, sprach mit ihren Heilern und lichtete sie für die Nachwelt ab.

## Werke (Auswahl)
- Appalachian life along the Blue Ridge Parkway. Thomasson-Grant, Inc., Charlottesville, Va. 1987, ISBN 0-934738-23-8 (englisch).
- Hüter der Erde. Begegnungen mit Indianern Nordamerikas. Hrsg.: Monika Thaler. Frederking und Thaler, München 1992, ISBN 3-89405-307-0 (englisch: Wisdomkeepers. Meetings with Native American Spiritual Elders. Übersetzt von Ursula Wolf, Mitautor Harvey Arden).
- Töchter der Weisheit. Gespräche mit indianischen Frauen (= Heyne-Sachbuch. Nr. 539). Heyne, München 1997, ISBN 3-453-12317-4 (englisch: Wisdom’s Daughters: Conversations With Women Elders of Native America. New York, NY 1993. Übersetzt von Karin Petersen, Mitautor Harvey Arden).
- Shadowcatchers. A journey in search of the teachings of Native American healers. HarperPerennial, New York 1995, ISBN 0-06-092672-4 (englisch).
- Dancing with God. Americans who have been touched by the Divine. St. Martin’s Press, New York 1998, ISBN 0-312-18562-6 (englisch).
- Travels in a Stone Canoe. The Return to the Wisdomkeepers. Simon and Schuster, New York 1998, ISBN 0-684-80094-2 (englisch, books.google.de – Leseprobe, Mitautor Harvey Arden).